# Elfmerenfietstocht
De Elfmerenfietstocht is een jaarlijks georganiseerde toertocht op de fiets of step in de provincie Friesland over een afstand van 150 km.
De tocht werd in 1967 voor het eerst georganiseerd door Rijwieltoerclub Rally uit Sneek. In 2001 werd de fietstocht afgelast  tijdens de MKZ-crisis en in 2020 wegens de coronapandemie.

## Route
Start en finish is op Sportpark Schuttersveld te Sneek. Vroeger werd er gestart op de Veemarkt. De route ligt in de gemeenten Súdwest-Fryslân en De Friese Meren.
Plaatsen op de route zijn:  Oude Schouw Terhorne, Joure, Ouwsterhaule, Delfstrahuizen, Echtenerbrug, Echten, Oosterzee, Lemmer, Tacozijl, Sondel, Bremer wildernis, Balk, Elahuizen, Oudega, Hemelum, Warns, Molkwerum, Koudum, It Heidenskip, Workum, Parrega, Dedgum, Blauwhuis, Westhem, Oudega, Kleine Gaastmeer, Heeg, Nijezijl en IJlst.
De route ligt rond de meren Sneekermeer, Tjeukemeer, Fluessen, Oudegaasterbrekken, Heegermeer, Slotermeer en Morra.